# 재닛 밀스
재닛 트래프턴 밀스(Janet Trafton Mills, 1975년 5월 12일 ~ )은 미국의 정치인으로 현재 메인주 주지사이다.

## 학력
- 콜비 칼리지
- 매사추세츠 대학교 인문사회 학사
- 메인 대학교 법학 법무박사

## 경력
- 1980 ~ 1995.01 앤드로스코긴, 프랭클린, 옥스퍼드 카운티 검사
- 2002.12 ~ 2004.12 메인주 제78구 하원의원
- 2004.12 ~ 2009.01 메인주 제89구 하원의원
- 2009.01 ~ 2011.01 제55대 메인주 법무장관
- 2013.01 ~ 2019.01 제57대 메인주 법무장관
- 2019.01 ~ 2027.01 제75대 메인 주지사

## 역대 선거 결과
| 선거명      | 직책명                     | 대수  | 정당   | 득표율   | 득표수    | 결과 | 당락                 |
| ----------- | -------------------------- | ----- | ------ | -------- | --------- | ---- | -------------------- |
| 2002년 선거 | 하원의원 (메인 제78선거구) | 121대 | 민주당 | 52.59%   | 1,504표   | 1위  | 메인 주의원 당선     |
| 2004년 선거 | 하원의원 (메인 제89선거구) | 122대 | 민주당 | 50.71%   | 2,329표   | 1위  | 메인 주의원 당선     |
| 2006년 선거 | 하원의원 (메인 제89선거구) | 123대 | 민주당 | 55.75%   | 2,202표   | 1위  | 메인 주의원 당선     |
| 2008년 선거 | 하원의원 (메인 제89선거구) | 124대 | 민주당 | 66.26%   | 3,127표   | 1위  | 메인 주의원 당선     |
| 2008년 선거 | 메인 법무장관              | 55대  | 민주당 | 단독후보 | 무투표    | 1위  | 메인주 법무장관 당선 |
| 2010년 선거 | 메인 법무장관              | 56대  | 민주당 | 46.74%   | 86표      | 2위  | 낙선                 |
| 2012년 선거 | 메인 법무장관              | 57대  | 민주당 | 59.89%   | 109표     | 1위  | 메인주 법무장관 당선 |
| 2014년 선거 | 메인 법무장관              | 57대  | 민주당 | 단독후보 | 무투표    | 1위  | 메인주 법무장관 당선 |
| 2016년 선거 | 메인 법무장관              | 57대  | 민주당 | 단독후보 | 무투표    | 1위  | 메인주 법무장관 당선 |
| 2018년 선거 | 메인 주지사                | 75대  | 민주당 | 50.89%   | 320,962표 | 1위  | 메인 주지사 당선     |
| 2022년 선거 | 메인 주지사                | 75대  | 민주당 | 55.69%   | 376,934표 | 1위  | 메인 주지사 당선     |